# Soslan Andijev
Soslan Petrovitj Andijev, född 21 april 1952 i Dzaudzjikau (nuvarande Vladikavkaz), Ryska SFSR, Sovjetunionen, död 22 november 2018 i Moskva, var en sovjetisk brottare som tog OS-guld i supertungviktsbrottning i fristilsklassen 1976 i Montréal och därefter upprepade han bedriften 1980 på hemmaplan i Moskva.